# 若月大和
若月大和（日语：わかつき やまと、英語：：2002年1月18日—），日本足球運動員，司職前鋒，現效力日職球隊新潟天鵝。

## 俱樂部生涯
若月大和2002年出生于日本群马县，司职前锋，出自于桐生第一高中。身高仅有1.70米，速度优势相当明显，还拥有出色的盘带技术。
进入桐生第一高中，直到高二时他才第一次代表球队出任首发。
世青赛结束之后包括意甲豪门尤文图斯在内的多家欧洲俱乐部都向若月大和发出了邀请。当时若月大和才17岁，但他已经在几个月前便完成了职业生涯首秀，当时作为高三学生的若月大和以特别指定选手身份加盟了日职联赛球队湘南比马，并在4月份的日本联赛杯中首次登上职业赛场，一个月后若月大和又在湘南比马客场与神户胜利船的比赛中替补出场上演联赛首秀。
1月28日，瑞士超联赛锡永足球俱乐部官方宣布：从日职联赛球队湘南比马签下18岁的日本前锋若月大和，双方签订了一份为期两年的租借合同（2020年1月27日-2021年12月31日）。
瑞士超第25轮锡永1-2塞尔维特，若月大和打进加盟球队1年多以来的处子球。此前一直在青年队，本赛季才升级一队。

## 國家隊生涯
去年日本U17国家队赴南美进行训练，在其中的一场友谊赛中日本队以9-0战胜阿根廷，正是在这场比赛中若月大和上演了帽子戏法。若月大和又入选了日本国青队大名单，随队参加了在巴西举行的U17世青赛。首轮比赛中日本队对荷兰，若月大和攻入两粒进球，帮助日本队3-0击败荷兰。

## 外部連結
- 日本職業足球聯賽中的若月大和 （日語）
- 若月大和的Instagram帳戶